# Саня Мирза
Саня Мирза (на английски: Sania Mirza) е индийска тенисистка, родена в Мумбай, Индия на 15 ноември 1986 г.
Най-високото ѝ класиране в ранглистата за жени на WTA e 27-о място, постигнато на 27 август 2007 г. По този начин тя става първата индийка, пробила в топ 30.
През 2004 г. получава наградата Арджуна от индийското правителство. През 2006 г. е удостоена с четвъртата най-висока степен в страната за постиженията ѝ като тенисистка – почетния знак „Падма Шри“. През март 2010 г. вестник „Економик Таймс“ я включва списъка „33 жени, прославили Индия“.

## Кариера
2009-2010
2011